# Euplexaura javensis
Euplexaura javensis är en korallart som beskrevs av Aurivillius 1931. Euplexaura javensis ingår i släktet Euplexaura och familjen Plexauridae. Inga underarter finns listade i Catalogue of Life.